# Jirmale
Jirmale is een dorpscommissie (Engels: village development committee, afgekort VDC; Nepalees: panchayat) in het oosten van Nepal, gelegen in het district Ilam in de Mechi-zone. Ten tijde van de volkstelling van 2001 had het een inwoneraantal van 4717 personen, verspreid over 922 huishoudens; in 2011 was er 1 inwoners meer, verspreid over 1069 huishoudens.